# 茹拉夫廖夫卡河
茹拉夫廖夫卡河（Река Журавлёвка），前称能图河（滿語：Nentu Bira），俗作挠头沟子，是俄羅斯滨海边疆区丘古耶夫卡区的河流，长114公里，流域面积5000平方公里，在萨拉托夫卡村注入乌苏里江。落差714米，下游河宽达80米，深0.8米至2米。1972年，俄方更名為「茹拉夫廖夫卡河」。